# José Elías Balmaceda Fernández
José Elías Balmaceda Fernández (Santiago 1 december 1849 - aldaar 1917) was een Chileens grondbezitter, dichter en politicus.

## Biografie
Hij is de zoon van Manuel de Balmaceda Ballesteros (1803-1869) en diens vrouw Encarnación Fernández Salas. Hij was de broer van José Manuel Balmaceda Fernández (1840-1891) die van 1886 tot 1891 president van Chili was geweest. 
Hij studeerde aan het Colegio Inglés te Valparaíso om zich vervolgens na zijn studie volledig aan de landbouw te wijdden. 
Balmaceda begaf zich, geheel in lijn van zijn vader en broer, in de politiek. Hij was als liberaal lid van de Kamer van Afgevaardigden (1876-1879). Nadat revolutionairen aan het einde van de Chileense Burgeroorlog (1891) zijn broer, president Balmaceda, ten val hadden gebracht, besloot hij Elías zich in te zetten voor diens politieke nalatenschap. In 1894 sloot hij zich aan bij de Partido Liberal Democrático (Liberaal-Democratische Partij), een partij die werd gedomineerd door geestverwanten van de oud-president. Binnen deze partij engageerde Elías Balmaceda zich voor de vooruitstrevende vleugel. Zo bepleitte hij de nationalisatie van de salpeterindustrie (die volgens hem grotendeels in handen was van buitenlandse ondernemingen). Daarnaast was hij een voorstander van het versterken van de macht van de president en was hij een overtuigd nationalist. Hij was fel gekant tegen monopolies in het economische leven.

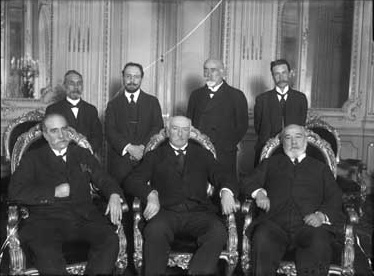
President Juan Luis Sanfuentes (midden) met zijn eerste kabinet. Aan diens linkerhand zetelt minister van Binnenlandse Zaken Balmaceda

Vanaf 1897 was hij lid van de Senaat. Toen hij in 1909 voorzitter van de Senaat was, probeerde hij de nationalisering van de salpeterindustrie op de agenda te zetten. President Juan Luis Sanfuentes benoemde hem in 1915 tot minister van Binnenlandse Zaken. 
Toen Balmaceda in 1917 overleed, was hij een zeer vermogend man die in het bezit was van verscheidene landgoederen. Hij was nooit getrouwd geweest.